# Tractatus Astrarii

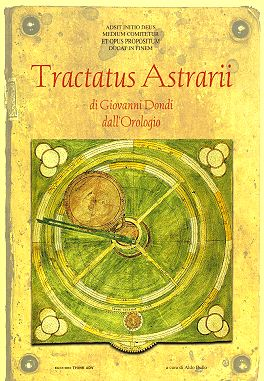
Обкладинка Tractatus Astrarii. Зображений диск планети Венери Астраріума.

Tractatus Astrarii (укр. Трактат про світила) — середньовічний рукопис кінця XIV століття. Написаний італійським лікарем і ученим Джованні де Донді, побачив світ у 1389 році. В своєму творі Джованні склав точні описи складного пристрою, який він виготовив між 1348 і 1364 роками і назвав «Астраріумом».
Tractatus Astrarii перевидавався два рази:
- у 1960 році Ватиканською апостольською бібліотекою [3],
- у 2003 році швейцарським видавництвом «Дро» (Droz)[4].

Книга Джованні де Донді написана середньовічною латиною, тому розуміння її тексту становить певні труднощі. Ця проблема була вирішена у перевиданнях книги. Приміром, видання 1960 року складається з трьох частин. В першій частині наведені коментарі до пристрою — Астраріума. У другій частині міститься переробка оригінального тексту — середньовічна латина передрукована сучасним друкарським латинським шрифтом. Третя частина є забранням фотографій сторінок манускрипту і містить також ілюстрації. В своїй роботі Джованні де Донді позначав цифрами не сторінки, а аркуші. У кожного аркуша є лицевий і оборотний бік — recto і verso відповідно. Такий порядок нумерації збережений у перевиданнях.

## Астраріум
Астраріум — це складний астрономічний годинник, який поєднував у собі функції сучасного планетарію, годинника і календаря. З середини XX століття європейські майстри створюють реконструйовані версії годинника Джованні де Донді. Всі вони стали можливими лише завдяки збереженому рукопису автора годинника, оскільки оригінал цього пристрою не дожив до теперішнього часу.

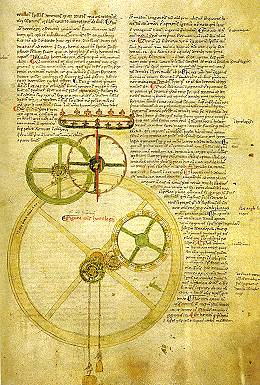
Сторінка Tractatus Astrarii з зображенням календарного колеса, який керує дисками планет і приводить в рух гирями.
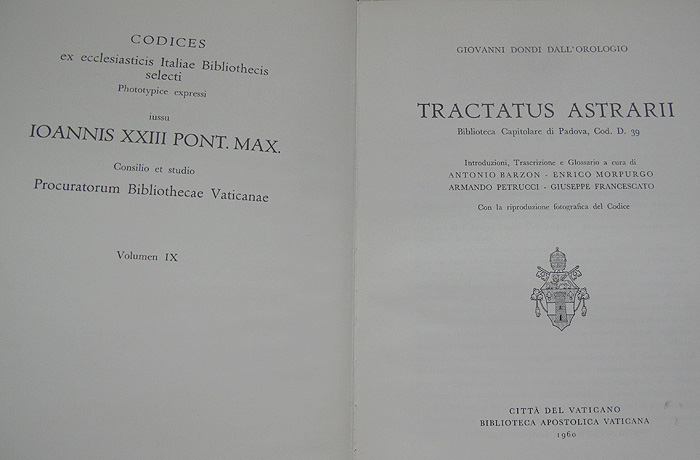
Видання Tractatus Astrarii 1960 року[3].
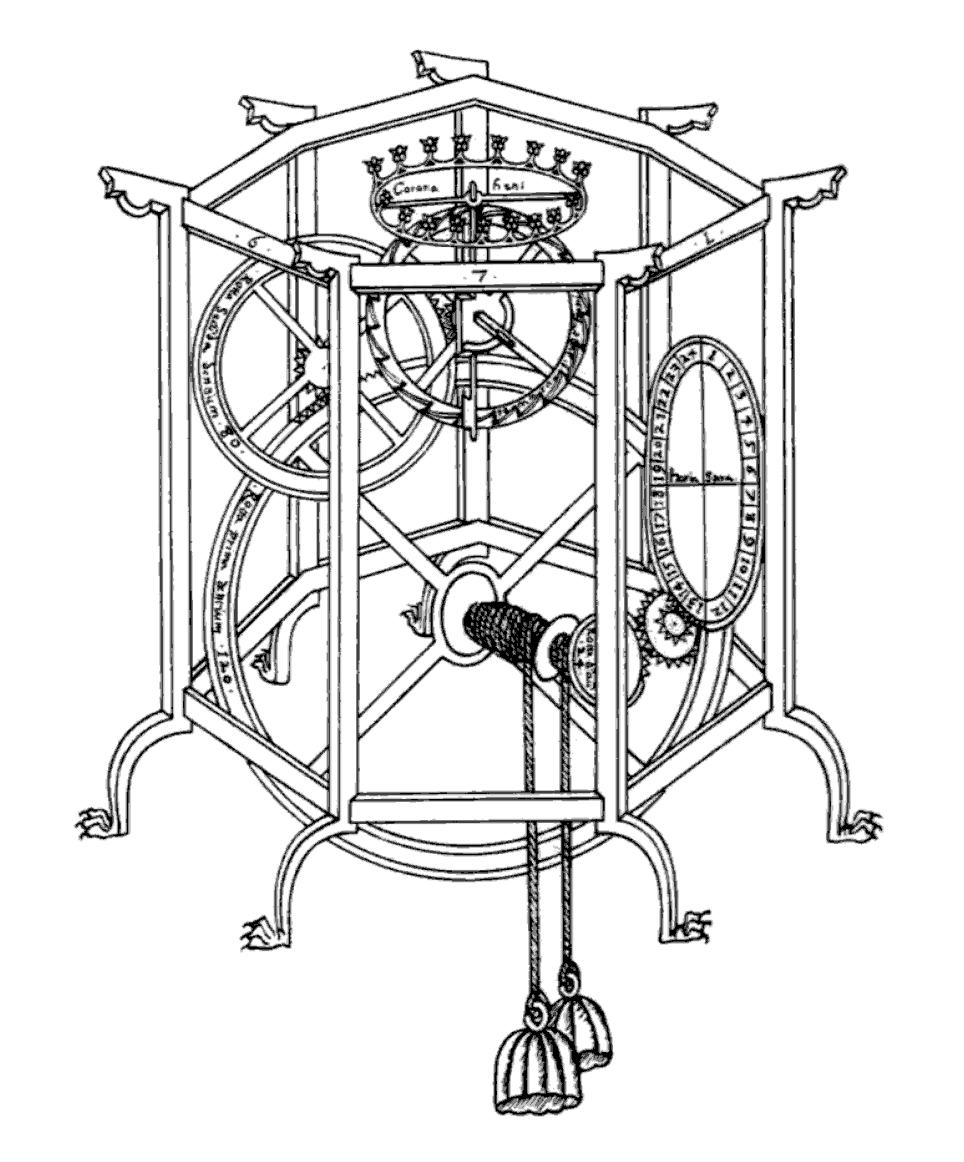
Діаграма Астраріума з авторського рукопису.
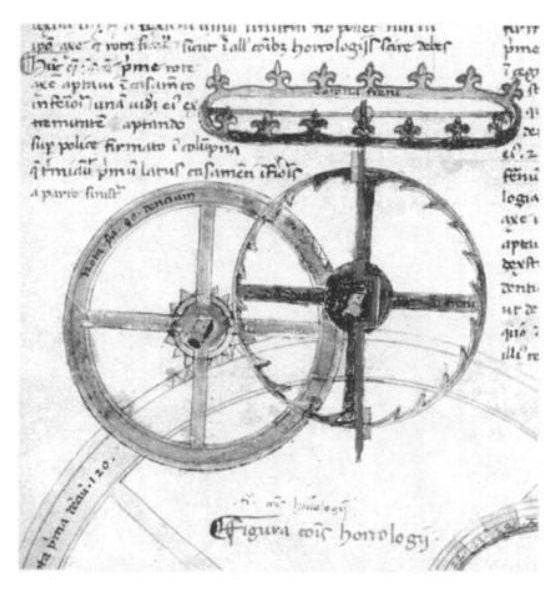
Штировий спусковий механізм годинника — ілюстрація з авторського рукопису.